# Порошин, Василий Иванович
Василий Иванович Порошин (ок. 1670 — 5 февраля 1732) — русский военный деятель, генерал-майор (1725), комендант Петропавловской крепости (1730—32).

## Биография
Родился в дворянской семье вероятно около 1670 года. В 1695 году имел чин стольника. Соратник Петра Великого. 
К 1725 году имел чин бригадира. 18 июля того же года был произведён в генерал-майоры. 
4 марта 1730 года Василий Порошин был назначен комендантом Петропавловской крепости в Санкт-Петербурге (Петербургским обер-комендантом). Комендант Петропавловской крепости считался третьим человеком в столице после императора и генерал-губернатора. Также являлся комендантом Кронштадтской крепости (тогда же или, вероятно, ранее). 
Прослужив комендантом Петропавловской крепости два года, Порошин 5 февраля 1732 года был уволен в отставку по возрасту («за старостью лет»). При отставке императрица Анна Иоанновна пожаловала Порошину в награду за многолетнюю верную службу поместье в Ряжском уезде Рязанской губернии и 867 душ крепостных крестьян.
В августе того же года Порошин скончался. Не исключено, что Порошин был похоронен в Ряжске или поблизости, поскольку на Комендантском кладбище Петропавловской крепости его захоронение не зафиксировано.